# Santa Clara (Chili)
Santa Clara (Isla Santa Clara) is een onbewoond eiland in de Grote Oceaan, behorend tot de Juan Fernández-archipel, Chili. Santa Clara ligt 1,5 km ten zuidwesten van Robinson Crusoe, het hoofd- en tevens het als enige bewoonde eiland, en is 375 meter hoog. De originele vegetatie is verdrongen door struiken en gras.